# Ла-Романа (провинция)
Ла-Романа (исп. La Romana) — провинция на юго-востоке Доминиканской Республики. Административный центр провинции — город Ла-Романа.

## География
В состав её территориально входят острова Исла-Саона и Исла-Каталина.

## История
Провинция была образована в 1968 году путём выделения её из провинции Ла-Альтаграсия.

## Население
В этническом отношении население — преимущественно негры и мулаты.
Крупнейшие населённые пункты:
- Гуаймате
- Ла-Романа — административный центр провинции
- Ла-Калета
- Вилья-Эрмоса
- Кумаяса

## Административное деление
Провинция территориально подразделяется на 3 муниципий (municipios) и 2 муниципальных округов (distrito municipal — D.M.).
| № | Муниципий                    | Население, чел. (2012) |
| - | ---------------------------- | ---------------------- |
| 1 | Гуаймате (Guaymate)          | 26 133                 |
| 2 | Ла-Романа (La Romana)        | 227 856                |
| 3 | Вилья-Эрмоса (Villa Hermosa) | 76 598                 |
|   | Всего                        | 330 587                |